# Saulius Ritter
Saulius Ritter (ur. 23 sierpnia 1988 w Wilnie) – litewski wioślarz, wicemistrz olimpijski z Rio de Janeiro z 2016 roku, uczestnik Letnich Igrzysk Olimpijskich 2012 w Londynie, dwukrotny wicemistrz świata, dwukrotny mistrz Europy i mistrz Uniwersjady w konkurencji dwójek podwójnych.

## Osiągnięcia
| Rok  | Impreza                     | Miejsce                  | Konkurencja          | Lokata      |
| ---- | --------------------------- | ------------------------ | -------------------- | ----------- |
| 2004 | Mistrzostwa świata juniorów | Banyoles                 | dwójka bez sternika  | 7. miejsce  |
| 2005 | Mistrzostwa świata juniorów | Brandenburg an der Havel | dwójka bez sternika  | 12. miejsce |
| 2006 | Mistrzostwa świata U-23     | Hazewinkel               | dwójka bez sternika  | 11. miejsce |
| 2006 | Mistrzostwa świata juniorów | Amsterdam                | ósemka               | 10. miejsce |
| 2007 | Mistrzostwa świata U-23     | Glasgow                  | dwójka bez sternika  | 10. miejsce |
| 2007 | Mistrzostwa Europy          | Poznań                   | czwórka bez sternika | 10. miejsce |
| 2009 | Mistrzostwa świata U-23     | Račice                   | czwórka podwójna     | 13. miejsce |
| 2009 | Mistrzostwa Europy          | Brześć                   | dwójka bez sternika  | 8. miejsce  |
| 2010 | Mistrzostwa Europy          | Montemor-o-Velho         | dwójka podwójna      | 8. miejsce  |
| 2011 | Mistrzostwa Europy          | Bled                     | dwójka podwójna      | 10. miejsce |
| 2012 | Igrzyska olimpijskie        | Londyn                   | dwójka podwójna      | 6. miejsce  |
| 2012 | Mistrzostwa Europy          | Varese                   | dwójka podwójna      | 4. miejsce  |
| 2013 | Mistrzostwa Europy          | Sewilla                  | dwójka podwójna      | 2. miejsce  |
| 2013 | Mistrzostwa świata          | Chungju                  | dwójka podwójna      | 2. miejsce  |
| 2014 | Mistrzostwa Europy          | Belgrad                  | dwójka podwójna      | 1. miejsce  |
| 2014 | Mistrzostwa świata          | Amsterdam                | dwójka podwójna      | 4. miejsce  |
| 2015 | Mistrzostwa świata          | Aiguebelette-le-Lac      | dwójka podwójna      | 2. miejsce  |
| 2016 | Igrzyska olimpijskie        | Rio de Janeiro           | dwójka podwójna      | 2. miejsce  |